# Boagrius raffrayi
Espèce
Synonymes
- Sarascelis raffrayi Simon, 1893

Boagrius raffrayi est une espèce d'araignées aranéomorphes de la famille des Palpimanidae.

## Distribution
Cette espèce est endémique de Singapour.
Sa présence est incertaine en Inde.

## Description
Le mâle holotype mesure 7 mm.
Le mâle décrit par Sankaran, Tripathi et Kadam en 2024 mesure 7,00 mm.
Le mâle décrit par Benjamin en 2024 mesure 12,6 mm.

## Systématique et taxinomie
Cette espèce a été décrite sous le protonyme Sarascelis raffrayi par Simon en 1893. Elle est placée dans le genre Sceliraptor par Sankaran, Tripathi et Kadam en 2024, dans le genre Sarascelis par Wood, Kulkarni, Ramírez et Scharff en 2024 puis dans le genre Boagrius par Benjamin en 2024.

## Publication originale
- Simon, 1893 : « Études arachnologiques. 25e Mémoire. XL. Descriptions d'espèces et de genres nouveaux de l'ordre des Araneae. » Annales de la Société Entomologique de France, vol. 62, p. 299-330 (texte intégral).